# Simon Goille
Simon Goille, vicomte d’Orbec
est un administrateur français du XVIe siècle.

## Carrière
Le 18 juin 1547, il est nommé trésorier et payeur des menues affaires de la chambre du roi des postes et chevaucheurs de l’écurie créée par lettres patentes. Le 21 mai 1551, il est pourvu d’un office de trésorier des menus plaisirs du roi.
Il occupe les fonctions de trésorier des édifices et bâtiments royaux,. Du 15 novembre 1558 au 13 août 1559 il est contrôleur général des finances,.